# Cou Ťia-chua
Cou Ťia-chua (čínsky pchin-jinem Zōu Jiāhuá, znaky zjednodušené 邹家华, tradiční 鄒家華; 28. září 1926 – 16. února 2025) byl čínský komunistický politik, původně inženýr pracující ve strojírenském závodu se vypracoval na jeho ředitele. Poté vedl výzkumný ústav a působil ve vedení komisí a výboru řídících obranný průmysl. Od roku 1985 byl členem vlády jako ministr obranného průmyslu (1985–1986), předseda Státního výboru pro strojírenství (1986–1988), státní poradce (1988–1991) a ministr strojírenství a elektronického průmyslu (1988–1989), předseda Státní rozvojové plánovací komise (1989–1993) a místopředseda vlády (1991–1998). Současně byl členem vedení komunistické strany, jako člen politbyra (1992–1997). V letech 1998–2003 vykonával funkci místopředsedy stálého výboru Všečínského shromáždění lidových zástupců (parlamentu).

## Život
Cou Ťia-chua se narodil 28. září 1926 v Šanghaji, jeho otcem byl Cou Tchao-fen, ve 30. letech přední šanghajský novinář a politický aktivista vystupující proti japonské expanzi do Číny i proti vládě Kuomintangu, zemřel roku 1944, posmrtně byl přijat do Komunistické strany Číny. V roce 1944 vstoupil Čou Ťia-chua ve svých 18 letech do komunistické Nové 4. armády a v roce 1945 do Komunistické strany Číny.
V letech 1948–1955 Čou Ťia-chua studoval nejprve na Charbinském technologickém institutu, později navštěvoval Baumanovu moskevskou vysokou technickou školu. Po návratu do Číny v roce 1955 nastoupil jako inženýr v Šen-jangu v provincii Liao-ning, kde působil jako hlavní inženýr a poté ředitel 2. závodu na výrobu obráběcích strojů. V letech 1964–1966 působil jako ředitel výzkumného ústavu Prvního ministerstva strojírenství. Během kulturní revoluce byl odvolán z funkcí a poslán na převýchovu na venkov. Roku 1972 byl rehabilitován a vrátil se do výzkumného ústavu jako místopředseda revolučního výboru ústavu, následujícího roku přešel na místo náměstka ředitele úřadu státní rady pro obranný průmysl. Na XI. sjezdu KS Číny v srpnu 1977 byl zvolen kandidátem ústředního výboru (znovuzvolen na XII. sjezdu v září 1982).
Roku 1982 přešel na místo místopředsedy Státního výboru pro obrannou vědu, technologie a průmysl. Roku 1985 byl jmenován ministrem obranného průmyslu (v prosinci 1986 začleněnému do Státního výboru pro strojírenství). Při reorganizaci stranického vedení v září 1985 byl převeden z kandidátů mezi členy ústředního výboru (znovuzvolen na následujících sjezdech v letech 1987 a 1992). Od prosince 1986 předsedal Státnímu výboru pro strojírenství, v dubnu 1988 se stal státním poradcem a ministrem strojírenství a elektronického průmyslu. Následujícího roku, v prosinci 1989, byl jmenován předsedou Státní rozvojové plánovací komise (namísto Jao I-lina; do března 1993), mimo jiné podporoval iniciativy na zřízení zvláštních ekonomických zón. Zastával umírněně centristickou ekonomickou politiku, byl všeobecně považován za zastánce centrálního plánování, při přípravě 8. pětiletého plánu své vidění řízení ekonomiky shrnul slovy: „Základním principem je integrace centrálního plánování a tržní regulace. Přitom tyto dva faktory nemají rovný status, plánování je primární, tržní regulace doplňková“. Dlouhá léta úzce spolupracoval s Li Pchengem, se kterým se znal ze studií v Moskvě. Od počátku roku 1992 však veřejně podporoval Teng Siao-pchingovy snahy o oživení reforem. V dubnu 1991 povýšil ze státního poradce na místopředsedu státní rady (vlády, do března 1998), byl jedním z hlavních představitelů Číny při jednáních se Západem. Současně s ním byl místopředsedou státní rady jmenován Ču Žung-ťi, který ho, přes původně nižší postavení, záhy zastínil při formování ekonomické politiky země. Na XIV. sjezdu KS Číny v říjnu 1992 byl zvolen členem politbyra ÚV KS Číny.
Na XV. sjezdu KS Číny v září 1997 již nebyl zvolen do politbyra ani do ústředního výboru. Následující jaro, v březnu 1998, odešel z vlády a náhradou se na závěr politické kariéry stal místopředsedou stálého výboru Všečínského shromáždění lidových zástupců (parlamentu), místopředsedou byl jedno volební období, v letech 1998–2003.
Za manželku si Cou Ťia-chua vzal Jie Čchu-mej, dceru Jie Ťien-jinga.
Dna 16. února 2025 Cou Ťia-chua zemřel po nemoci v Pekingu.